# Percy Fletcher

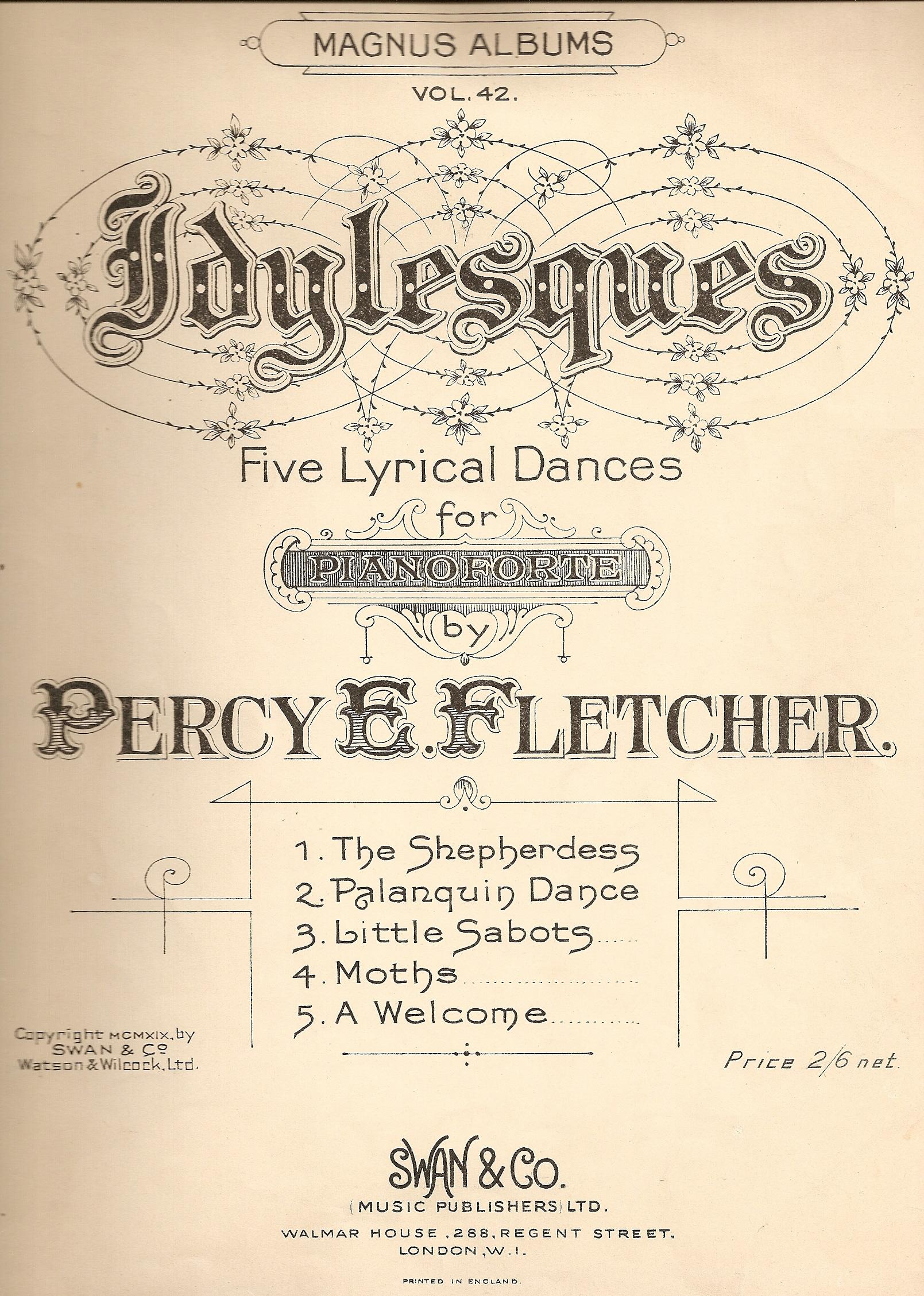
Portada d'un llibre de partitures de Percy Fletcher

Percy Fletcher (Derby comtat de Derbyshire, 12 de desembre de 1879 – 10 de desembre de 1932) fou un compositor anglès.
Va escriure quatre suites d'orquestra i altres diverses obres instrumentals, entre elles el poema simfònic Treball i Amor, cors per a veus d'home amb acompanyament d'orquestra i sense, peces per a piano, una Sonata per a clarinet i piano, un Quartet de corda, una Suite per a quartet d'arc, una altra per a quintet amb piano, i altres moltes obres de caràcter menys elevat.